# 14 février
Pour les articles homonymes, voir Quatorze-Février.
14 janvier 14 mars
Chronologies thématiques
- Croisades
- Ferroviaires
- Sports
- Disney
- Anarchisme
- Catholicisme

Abréviations / Voir aussi
- (° 1852) = né en 1852
- († 1885) = mort en 1885
- a.s. = calendrier julien
- n.s. = calendrier grégorien
- Calendrier
- Calendrier perpétuel
- Liste de calendriers
- Naissances du jour

Le 14 février est le 45e jour de l'année du calendrier grégorien (il en reste ensuite 320, 321 lorsqu'elle est bissextile).
Dans de nombreux pays cette date est marquée par la saint-Valentin, fête des amoureux développée ci-après.
C'était généralement le 26 pluviôse du calendrier républicain ou révolutionnaire français, officiellement dénommé jour de la guède (plante pastel des teinturiers).

## Événements

### IXesiècle
- 842 : les rois Charles II le Chauve de Francie occidentale et Louis II le Germanique de Francie orientale raffermissent leur union contre leur frère aîné l'empereur d'Occident Lothaire Ier (tous trois petits-fils de l'empereur Charlemagne et fils de l'empereur Louis / Ludwig Ier le pieux) par leurs serments prêtés réciproquement l'un envers l'autre et par leurs hommes en terrain neutre à Strasbourg, documents qui attestent au passage de l'existence d'une langue romane évoluée et différente du latin sur le territoire de l'ancienne Gaule, la lingua rustica romana, ancêtre des langues romane puis francienne et française parmi les langues d'oïl ; et d'une langue germanique "tudesque" ancêtre de la langue allemande et cousine des langues franciques, néerlandaises, anglo-saxonne, yidiche, etc., sur le territoire des anciennes Germanie, Franconie...

### XIesiècle
- 1014 : Henri II est couronné empereur du Saint-Empire.
- 1081 : début de la révolte d'Alexis Ier Comnène appuyée par Grégoire Pakourianos et Constantin Humbertopoulos contre l'empereur byzantin Nicéphore III Botaniatès.

### XIVesiècle
- 1349 : plus de 2000 juifs sont déshabillés et brûlés vifs dans une grande fosse creusée au milieu du cimetière à Strasbourg.

### XVIesiècle
- 1540 : Charles Quint entre à Gand et y fait exécuter les chefs du soulèvement de la ville, après avoir traversé la France en diagonale avec la permission et en compagnie de son roi (et suzerain bien que non empereur) entre le 27 novembre 1539 et le 20 janvier 1540.

### XVIIIesiècle
- 1778 : la bannière étoilée du vaisseau Ranger reçoit son premier salut par un officiel français (Toussaint-Guillaume Picquet de La Motte).
- 1779 : victoire des Patriots à la bataille de Kettle Creek pendant la guerre d'indépendance américaine.
- 1793, Révolution française : Jean-Nicolas Pache rallié aux Montagnards est proclamé maire de la Commune de Paris et va faire graver sur les monuments publics la devise proposée par Antoine-François Momoro « Liberté, Égalité, Fraternité ».
- 1794 : bataille de Beaupréau pendant la guerre de Vendée.
- 1797 : bataille anglo-espagnole décisive du cap Saint-Vincent durant laquelle Horatio Nelson montre sa valeur en capturant les navires espagnols de 80 et 112 canons San Nicolas et San José avec son vaisseau de ligne HMS Captain portant 74 canons à bord au large du Portugal.
- 1800 : le traité de Beauregard signé entre Georges Cadoudal et Guillaume Brune met fin à la troisième chouannerie.

### XIXesiècle
- 1804 : premier soulèvement serbe après plus de trois cents ans d’occupation ottomane, écrasé en 1813 mais la répression qui s’ensuivra donnera lieu à un second soulèvement qui conduira à l’autonomie puis l’indépendance de la Serbie en 1815.
- 1814 : Napoléon Ier remporte la bataille de Montereau pendant la campagne de France.
- 1859 : l'Oregon devient le 33e État des États-Unis.

### XXesiècle
- 1912 : l'Arizona devient le 48e État des États-Unis.
- 1913 : le 13e Dalaï-lama Thubten Gyatso édite une proclamation réaffirmant l'indépendance du Tibet, après que les troupes et autorités officielles chinoises ont été expulsées en 1912 à la suite de l'invasion de 1908 par l'empereur mandchou.
- 1919 : 
  - le président Wilson présente le pacte de la Société des Nations à la conférence de paix.
  - Premiers affrontements de la guerre soviéto-polonaise.
- 1939 : l'Allemagne lance le cuirassé Bismarck[1].
- Seconde guerre mondiale de 1939 à 1945 :
  - en 1943, 
    - l'armée soviétique reprend Rostov-sur-le-Don aux Allemands ;
    - début de la bataille de Sidi Bouzid pendant la campagne de Tunisie.
- En 1944 : destruction d'un U-boat de la Kriegsmarine au large du détroit de Malacca.
- En 1945, 
  - deuxième jour de bombardement sur la ville allemande de Dresde ;
  - pacte du Quincy entre l'Arabie saoudite d'Abdelaziz ibn Saoud et les États-Unis de Franklin Roosevelt ;
  - l'Armée rouge libère le camp de concentration nazi de Gross-Rosen.
- 1950 : signature d'un pacte sino-soviétique à Moscou.
- 1958 : l'Irak et la Jordanie se fédèrent en « Fédération arabe d'Irak et de Jordanie » en réaction à la création de la République arabe unie regroupant l'Égypte et la Syrie.
- 1966 : l'Australie adopte le Dollar australien, monnaie décimale remplaçant peu à peu la Livre australienne
- 1974 : le Front de libération de la Bretagne (F.L.B.) prive de télévision une partie de la région en faisant sauter un émetteur qui tue également le sous-directeur du centre Pierre Péron.
- 1976 : le gouvernement nigérian confirme que le général et chef de l'État Murtala Ramat Muhammed a été assassiné la veille lors du déclenchement d'un putsch.
- 1977 : Washington déclare que les prospections pétrolières entreprises par les Israéliens dans le territoire du Golfe de Suez pris à l'Égypte en 1967 sont illégales et ne contribuent pas aux efforts de paix.
- 1978 : les États-Unis annoncent leur intention de vendre pour plusieurs milliards de dollars de matériel militaire à l'Égypte et à l'Arabie saoudite, ainsi qu'à Israël, en affirmant qu'ils maintiendront un équilibre militaire au Proche-Orient.
- 1979 : l'ambassadeur des États-Unis en Afghanistan enlevé à Kaboul par des terroristes chiites Adolph Dubs est tué dans la fusillade qui éclate entre la police et ses ravisseurs[2].
- 1987 : le scientifique dissident russe Andreï Sakharov réclame une Union soviétique ouverte et démocratique lors d'un Forum international sur la paix et le désarmement réuni à Moscou.
- 1989 : Le régime iranien appelle au meurtre de l'auteur du roman Les Versets sataniques Salman Rushdie jugé sacrilège.
- 1992 : Israël est condamné devant la Commission des droits de l'homme des Nations unies pour sa politique dans les territoires palestiniens qu'il occupe.
- 1993 : Glafcos Clerides remporte l'élection présidentielle à Chypre.
- 1995 : les États-Unis acceptent la proposition d'un groupe de contact (États-Unis, Russie, France, Grande-Bretagne et Allemagne) pour suspendre les sanctions contre Belgrade en échange d'une reconnaissance des Croatie et Bosnie-Herzégovine indépendantes de la Yougoslavie.

### XXIesiècle
- 2001 :
  - le chauffeur palestinien d'un autobus israélien fonce sur des militaires et civils tuant huit d'entre eux près de Tel Aviv.
  - le Parlement européen renforce sa réglementation en matière de production et de commercialisation des produits issus d'organismes génétiquement modifiés (OGM).
- 2002 :
  - le Bahreïn devient officiellement une monarchie constitutionnelle.
  - le ministre afghan de l'aviation Abdul Rahman est lynché à mort à l'aéroport de Kaboul par des pèlerins furieux du retard de leurs avions et de l'exactitude de celui du ministre.
- 2003 : le chef des inspecteurs de l'IAEA Hans Blix déclare devant le Conseil de sécurité des Nations unies que ses experts n'ont trouvé aucune arme de destruction massive en Irak mais que certains produits déclarés dans son inventaire n'ont toujours pas été retrouvés.
- 2005 : le Premier ministre libanais Rafiq Hariri est assassiné.
- 2006 : l'ONU annonce que le procès au Cambodge des Khmers rouges accusés de génocide parmi lesquels Ta Mok dit  Le Boucher incarcéré depuis 1999 devrait commencer en 2007.
- 2014 : le Président du Conseil Enrico Letta démissionne sous la pression du maire de Florence Matteo Renzi qui va lui succéder à ce poste en Italie.
- 2015 : date de début du scrutin des élections présidentielle et législatives au Nigeria.
- 2016 : second tour de l’élection présidentielle en Centrafrique.
- 2018 : démission du président de la République Jacob Zuma en Afrique du Sud.
- 2021 : au Kosovo, les élections législatives ont lieu de manière anticipéé afin d'élire les 120 députés de la 7e législature de l'Assemblée du pays pour un mandat de quatre ans[3]. C'est le parti d'opposition Autodétermination mené par Albin Kurti qui arrive largement en tête du srutin[4].
- 2024 : en Indonésie, élections présidentielle, législatives et locales[5]. Et c'est Prabowo Subianto qui est élu chef de l'État mais il perd les législatives[6].

## Arts, culture et religion
- 1130 :
  - élection du pape Innocent II ;
  - et de l'antipape Anaclet II.
- 1829 : première du mélodrame en deux actes La Straniera (L'Etrangère) de Vincenzo Bellini à la Scala de Milan en Italie.
- 1880 : publication par Georges Charpentier du roman Nana d’Émile Zola.
- 1905 : l'opéra en trois actes Chérubin de Jules Massenet est donné pour la première fois (à Monte-Carlo).
- 1907 : Sarah Bernhardt devient professeur(e) d'art dramatique au conservatoire de Paris.
- 1958 : le présentateur du journal de la chaîne télévisée CBS Walter Cronkite rapporte que le gouvernement iranien alors civil a interdit le rock'n'roll sous prétexte qu'il va à l'encontre des principes de l'Islam et qu'il constitue un danger pour la santé.
- 1972 : la comédie musicale Grease débute à Broadway où elle tiendra l'affiche pendant toute la décennie et engendrera une version cinématographique qui sera un succès mondial six années plus tard (puis sa suite Grease II).
- 2001 : le Kansas revalide l'enseignement de la théorie de l'évolution de Charles Darwin éclipsée un temps par certain intégrisme biblique.
- 2016 : cérémonie des BAFTA du cinéma britannique en avant-goût des oscars des cinémas hollywoodien et américain.

## Sciences et techniques
- 1747 : fondation de l'École nationale des Ponts et Chaussées à Paris[7].
- 1848 : James K. Polk devient le premier Président des États-Unis à être photographié dans son bureau.
- 1876 : Alexandre Graham Bell dépose son brevet d'invention du téléphone quelques heures/jours avant Elisha Gray le 7 mars 1876.
- 1939 : découverte du point le plus profond de l'océan Atlantique la fosse de Milwaukee.
- 1946 : l'ENIAC est le premier ordinateur à fonctionner (en Pennsylvanie).
- 1961 : découverte du lawrencium au Laboratoire national Lawrence-Berkeley de l'Université de Californie à Berkeley.
- 1978 : la première puce électronique (inventée par Texas Instruments) est brevetée.
- 1990 : la sonde américaine Voyager 1 effectue un ensemble de clichés montrant six planètes du Système solaire (le portrait de famille) alors qu'elle se trouve à environ 6 milliards de kilomètres de la Terre.
- 2001 : deux astronautes américains effectuent la centième sortie dans l'espace de l'histoire spatiale américaine au cours de l'assemblage du module Destiny sur la station internationale (ISS).
- 2003 : mort du premier mammifère cloné de l'histoire la brebis Dolly.
- 2006 : inauguration de l'Atomium de Bruxelles fraîchement rénové pour ses 48 ans et après un démontage de six mois.

## Économie et société
- 1836 : un incendie au cirque Lehmann à Saint-Pétersbourg en Russie tue 800 personnes[8].
- 1865 : création du premier chèque en France[9].
- 1879 : La Marseillaise redevient l'hymne national de la France.L'horloge parlante de l'Observatoire de Paris avec son directeur M. Ernest Esclangon (1933).

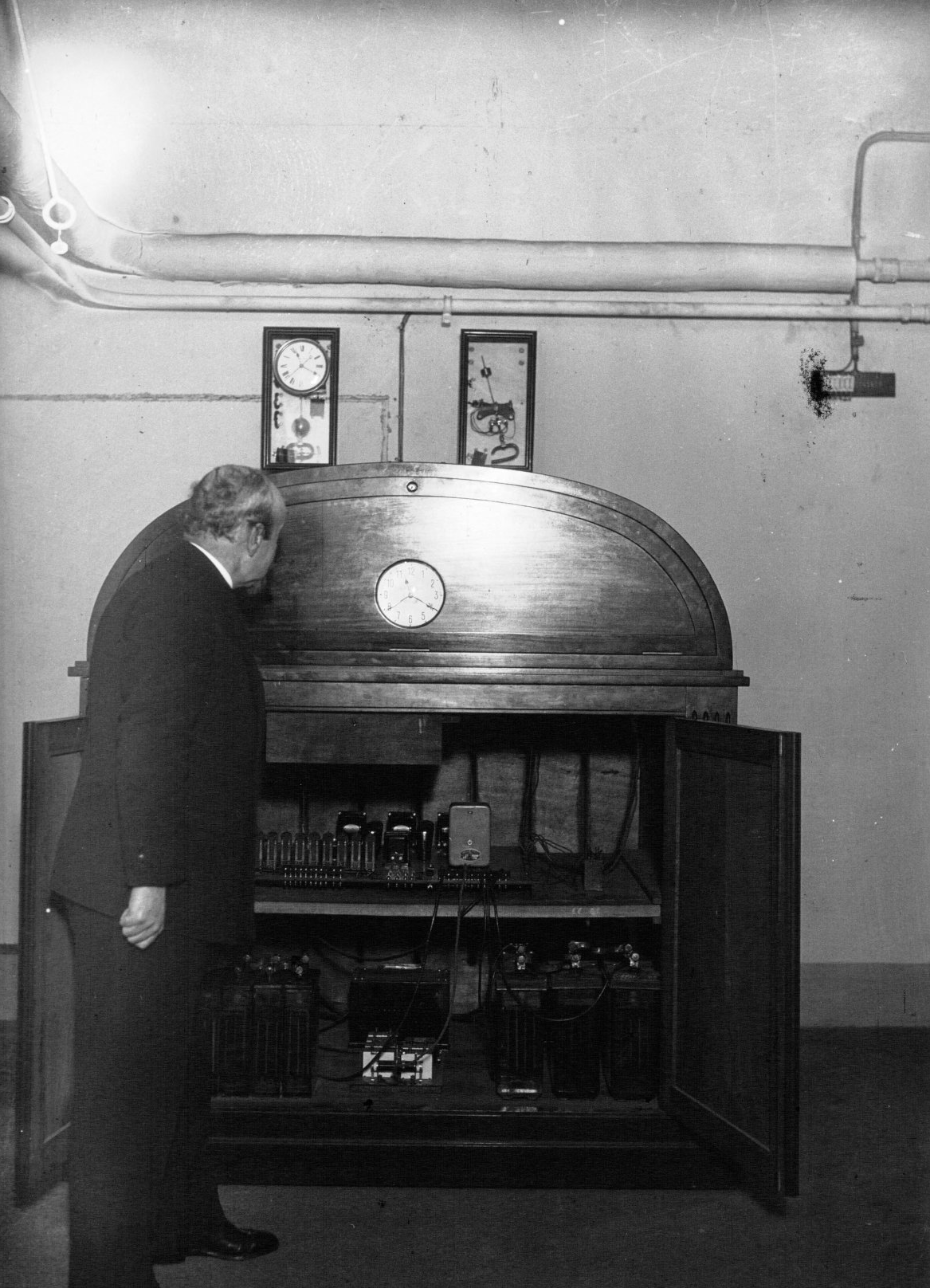
L'horloge parlante de l'Observatoire de Paris avec son directeur M. Ernest Esclangon (1933).

- 1903 : création du département du Commerce des États-Unis.
- 1920 : loi créant l'université de Montréal.
- 1924 : CTR Corporation change de nom et devient IBM Corporation.
- 1929 :
  - sept gangsters rivaux de la bande du gangster Al Capone sont abattus dans un garage de Chicago (« le massacre de la Saint-Valentin »).
  - Ouverture du VIe salon des arts ménagers où les visiteurs peuvent découvrir les premiers grille-pain.
- 1933 : inauguration à Paris du premier service d'horloge parlante accessible par téléphone inventée par l'astronome et mathématicien français Ernest Esclangon.
- 1949 : les 5 000 mineurs d'amiante d'Asbestos et de Thetford Mines déclenchent une grève (ils bénéficieront d'une légère hausse de salaire le 23 juin tout en continuant de respirer des poussières d'amiante).
- 1956 : découverte d'importants gisements de pétrole au Sahara[10].
- 1981 : mariage du prince souverain Henri de Luxembourg avec María Teresa Mestre à Luxembourg (ville).
- 1981 : un incendie ravage une discothèque en provoquant 48 victimes et plus de 120 blessés à Dublin en Irlande.
- 1982 : Marie-Cécile Gros-Gaudenier remporte la coupe du monde de descente en ski.
- 1984 : le patineur de vitesse Gaétan Boucher gagne l'or olympique sur mille mètres à Sarajevo.
- 1985 : la commission médicale indienne chargée d'enquêter sur la catastrophe de Bhopal du 3 décembre 1984 en Inde conclut que les victimes ont succombé à l'inhalation d'un gaz contenant du cyanure provenant d'une fuite d'une usine de pesticides.
- 1989 : la compagnie Union Carbide verse 470 millions de dollars en dommages pour cette fuite de gaz toxiques de l'usine de Bhopal qui avait entraîné plus de 3 000 morts.
- 1990 : un Airbus A320 de la compagnie Indian Airlines s'écrase dans le sud de l'Inde causant 89 morts et 27 blessés graves parmi les 146 personnes à bord (on déterminera sept mois plus tard qu'il a été provoqué à la suite d'une erreur de pilotage.
- 1994 : le plus grand fabricant de logiciels au monde Microsoft acquiert Softimage pour 130 millions de dollars.
- 1995 : Mikhail Shchennikov porte le record du monde indoor du 5 000 mètres marche à 18 min 7 s 08.
- 1998 :
  - un train de wagons-citernes entre en collision avec un autre train dans la banlieue de Yaoundé au Cameroun (221 morts).
  - Un bateau avec une quarantaine de clandestins indonésiens coule au large de Johore en Malaisie en tuant huit personnes et laissant trente disparus.
  - Le Français Philippe Candeloro remporte une médaille de bronze en patinage artistique aux JO de Nagano au Japon.
  - L'actrice Sharon Stone fête la Saint-Valentin en épousant le rédacteur en chef Phil Bronstein (en) d'un quotidien de San Francisco.
- 1999 :
  - le bob à quatre français piloté par Bruno Mingeon remporte la médaille d'or aux championnats du monde de bobsleigh à Cortina d'Ampezzo en Italie.
  - Haile Gebreselassie court le 5 000 m en salle en 12 min 50 s 38 (nouveau record du monde).
- 2000 :
  - un tremblement de terre ébranle le nord-ouest de la Turquie (d'une magnitude de cinq degrés sur l'échelle ouverte de Richter).
  - Le spéléologue français Michel Siffre sort de la Grotte de la Clamouse après soixante-seize jours d'isolement[11].
  - Patrick Lihurt arrive en Guadeloupe après 67 jours de 15 h 45 min traversée de l'Atlantique d'est en ouest à la rame en solo depuis les îles Canaries quittées le 9 décembre 1999[12].
- 2002 : le président de la Fédération française des sports de glace Didier Gailhaguet reconnaît que la juge française Marie-Reine Le Gougne a subi des pressions « pour agir d'une certaine façon » ce qui déclenche le scandale du patinage artistique aux Jeux olympiques d'hiver de Salt Lake City dans l'Utah aux États-Unis.
- 2004 : 
  - l'effondrement d'une verrière d'un parc aquatique de Moscou tue 27 personnes.
  - La Tunisie remporte pour la première fois la Coupe d'Afrique des nations de football en battant en finale le Maroc sur un score de 2-1 à Radès.
- 2005 :
  - un coup de grisou dans le nord-est de la Chine entraîne plus de 200 morts.
  - Lancement de YouTube par Chad Hurley, Steve Chen et Jawed Karim, conçu initialement comme un site de rencontres vidéos en ligne d'où cette date de la saint-Valentin[13].
- 2015 : des fusillades ont lieu à Copenhague lors d'une conférence en hommage aux victimes des attentats contre Charlie Hebdo à Paris et devant une synagogue.
- 2018 : la fusillade de Parkland dans le lycée Marjory Stoneman Douglas en Floride cause 17 morts et 14 blessés.
- 2019 : 
  - une quarantaine de paramilitaires indiens sont tués dans un attentat à Pulwama près de Srinagar, la plus meurtrière attaque terroriste qu'ait connu le Cachemire Indien depuis 2002 et qui déclenche une crise politico-militaire entre l'Inde et le Pakistan dégénérant en un affrontement armé ouvert douze jours plus tard.
  - Airbus Commercial Aircraft annonce l'arrêt de la production de l’A380 et la fin de ses livraisons en 2021 douze ans après sa mise en service.

## Naissances

### XVesiècle
- 1483 : Bâbur, fondateur de la dynastie moghole († 26 décembre 1530).

### XVIIesiècle
- 1602 : Francesco Cavalli, compositeur italien († 14 janvier 1676).
- 1652 : Camille d'Hostun, maréchal de France († 20 mars 1728).
- 1692 : Pierre-Claude Nivelle de La Chaussée, auteur dramatique français († 14 mars 1754).

### XVIIIesiècle
- 1707 : Claude-Prosper Jolyot de Crébillon dit Crébillon fils, écrivain français († 12 avril 1777).
- 1727 : Françoise Abeille de Keralio, traductrice et romancière française († 23 mai 1795).
- 1750 : René Desfontaines, botaniste français († 16 novembre 1831).
- 1763 : Jean Victor Marie Moreau, général français († 2 septembre 1813).
- 1780 : Johann Friedrich Naumann, ornithologue et artiste allemand († 15 août 1857).
- 1798 : Searles Valentine Wood, paléontologue britannique († 26 octobre 1880).

### XIXesiècle
- 1814 : Charles-Philippe Place, cardinal français, archevêque de Rennes († 5 mars 1893).
- 1819 : Christopher Latham Sholes, inventeur américain du clavier QWERTY († 17 février 1890).
- 1823 : William Henry Powell, peintre américain († 6 octobre 1879).
- 1828 : Edmond About, écrivain français, académicien († 16 janvier 1885).
- 1838 : Valentine Cameron Prinsep, peintre anglais († 4 novembre 1904).
- 1839 : Hermann Hankel, mathématicien allemand († 29 août 1873).
- 1844 : Valentin Landry, instituteur et journaliste acadien, fondateur du journal L’Évangéline († 17 mai 1919).
- 1842 : Henri Kling, corniste et compositeur français († 2 mai 1918)
- 1848 : Benjamin Baillaud, astronome français († 8 juillet 1934).
- 1850 : John Perry, ingénieur et mathématicien britannique († 4 août 1920).
- 1856 : Frank Harris, auteur et éditeur irlandais († 27 août 1931).
- 1860 : Alfonsa Clerici, vénérable et bienheureuse catholique italienne († 14 janvier 1930[14] ou 14 février 1930).
- 1867 : Boniface de Castellane, personnalité politique et dandy français († 20 octobre 1932).
- 1877 : Edmund Georg Hermann Landau, mathématicien allemand († 19 février 1938).
- 1881 : 
  - Valentine Grant, actrice américaine de la période du cinéma muet († 12 mars 1949).
  - Otto Selz, psychologue allemand († 27 août 1943).
- 1894 : Jack Benny, acteur et humoriste américain († 26 décembre 1974).
- 1895 : 
  - Antonio Bruna, footballeur international italien († 25 décembre 1976).
  - Wilhelm Burgdorf, militaire allemand († 1er mai 1945).
  - Max Horkheimer, philosophe et sociologue allemand († 7 juillet 1973).
- 1896 : Edward Arthur Milne, astronome britannique († 21 septembre 1950).
- 1898 : Fritz Zwicky, astrophysicien américano-suisse († 8 février 1974).
- 1899 : 
  - Hervé Deniel, lutteur français († 11 décembre 1951).
  - Lovro von Matačić, chef d'orchestre croate († 4 janvier 1985).
- 1900 : Lys Gauty (Alice Gauthier dite), chanteuse française († 2 janvier 1994).

### XXesiècle
- 1903 : Stuart Erwin, acteur américain († 21 décembre 1967).
- 1905 : Thelma Ritter, actrice américaine († 5 février 1969).
- 1906 : Maurice de Gandillac, philosophe français († 20 avril 2006).
- 1907 : Sven Andersson, joueur et entraîneur de football suédois († 30 mai 1981).
- 1909 : Accamma Cherian, indépendantiste et femme politique indienne († 5 mai 1982).
- 1910 : Pierre Marcilhacy, sénateur français, homme politique, candidat Monsieur Y à l'élection présidentielle de 1965 († 5 juillet 1987).
- 1911 : Jean-Louis Nicot, général de corps d'armée français, major général de l'armée de l'air, impliqué dans le putsch des généraux († 29 août 2004).
- 1912 : Tibor Sekelj, explorateur croate († 23 septembre 1988).
- 1913 :
  - Mel Allen, journaliste sportif américain († 16 juin 1996).
  - Jimmy Hoffa, dirigeant syndicaliste américain († 30 juillet 1975).
- 1916 :
  - Marcel Bigeard, général français, héros de Diên Biên Phu et de la guerre d'Algérie († 18 juin 2010).
  - Masaki Kobayashi, réalisateur japonais († 4 octobre 1996).
- 1917 : Alphonse Piché, poète et écrivain canadien († 1er janvier 1998).
- 1921 :
  - Walter Brom, joueur de football polonais († 18 juin 1968).
  - Hugh Downs, présentateur de télévision américain († 1er juillet 2020).
  - Hazel McCallion (Hurricane), joueuse professionnelle canadienne ontarienne de hockey puis maire 36 ans devenue centenaire († 29 janvier 2023).
  - Paul-Louis Tenaillon, homme politique français († 18 août 2012).
- 1922 : Murray the K Kaufman (en), disc jockey américain († 21 février 1982).
- 1925 : 
  - Édouard Logereau, réalisateur français († 28 mai 2007).
  - Nazim Rzayev, chef d'orchestre azerbaïdjanais († 2 mai 2006).
- 1926 :
  - Alfred Körner, joueur de football autrichien († 23 janvier 2020).
  - Héctor Vilches, footballeur international uruguayen († 23 septembre 1998).
- 1927 : 
  - Jeanne d'Arc Jutras, journaliste, romancière et militante canadienne († 7 juin 1992)
  - Lois Maxwell, actrice canadienne († 29 septembre 2007).
- 1929 : 
  - Vic Morrow, acteur († 23 juillet 1982).
  - Moustache (François Alexandre Galépidès dit), batteur de jazz et acteur français d'origine grecque († 25 mars 1987).
- 1931 : 
  - Bernard Geoffrion, joueur de hockey sur glace québécois († 11 mars 2006).
  - Margarita Lozano, actrice espagnole active aussi en Italie voire France († 7 février 2022).
- 1932 :
  - Harriet Andersson, actrice de théâtre et de cinéma suédoise.
  - Maurice Audin, mathématicien universitaire français, communiste et militant indépendantiste algérien (déclaré † 21 juin 1957).
  - József Csermák, athlète hongrois († 14 janvier 2001).
  - Karol Kennedy, patineuse artistique américaine († 25 juin 2004).
  - Alexander Kluge, acteur et réalisateur allemand.
- 1933 : 
  - Jean-Michel Boris (Possicelsky), directeur artistique français de la salle de spectacle de l'Olympia († 6 novembre 2020).
  - Jesse Mashburn, athlète américain.
- 1934 :
  - Michel Corboz, musicien, chef de chœur et d'orchestre suisse († 2 septembre 2021).
  - Florence Henderson, actrice américaine († 24 novembre 2016).
  - Merl Saunders, musicien († 24 octobre 2008).
- 1935 : Arnold Kopelson, producteur américain († 8 octobre 2018).
- 1936 :
  - Andrew Prine, acteur américain († 31 octobre 2022).
  - David Yonggi Cho, pasteur chrétien sud-coréen († 14 septembre 2021).
- 1937 :
  - Carlos Campos, joueur de football chilien († 11 novembre 2020).
  - Magic Sam (Samuel James Maghett dit), guitariste et chanteur de blues américain († 1er décembre 1969).
- 1939 : Eugene Fama, économiste américain.
- 1940 : 
  - Erwan Evenou, écrivain breton de langue bretonne, linguiste, militant politique et linguistique breton († 24 avril 2020).
  - Mary Rand, athlète britannique championne olympique du saut en longueur.
- 1941 :
  - Paul Tsongas, personnalité politique américaine († 18 janvier 1997).
  - Earl Young, athlète américain.
  - Mao Yuanxin, homme politique chinois, neveu de Mao Zedong.
- 1942 :
  - Michael Bloomberg, homme politique américain, maire de la ville de New York de 2002 à 2013.
  - Roland Giraud, acteur français.
  - Dieter Pauly, arbitre allemand de football.
  - Andrew Robinson, acteur américain.
  - Ricardo Rodriguez, pilote mexicain de Formule 1 († 1er novembre 1962).
  - Daniel Soulage, homme politique français († 14 septembre 2020).
- 1943 :
  - Shannon Lucid, astronaute américaine.
  - Maceo Parker, musicien américain, compositeur de funk et de soul jazz afro-américain.
  - Mohammed Ziane, avocat et politicien marocain.
- 1944 :
  - Carl Bernstein, journaliste américain.
  - Alan Parker, réalisateur et auteur britannique († 31 juillet 2020).
- 1945 :
  - Luce Berthommé, actrice et metteur en scène française († 14 janvier 2004).
  - Hans-Adam II de Liechtenstein, prince souverain de Liechtenstein.
  - Jiří Zedníček, joueur tchécoslovaque de basket-ball.
- 1946 :
  - Catherine Arditi, actrice française.
  - Tina Aumont, actrice franco-américaine († 28 octobre 2006).
  - Bernard Dowiyogo, président de Nauru († 9 mars 2003).
  - Gregory Hines, danseur et acteur américain († 9 août 2003).
- 1947 : 
  - Tim Buckley, chanteur américain († 29 juin 1975).
  - Heide Rosendahl, athlète allemande, spécialiste du saut en longueur et du sprint.
- 1948 : Jean-François Doré, animateur québécois de radio et de télévision († 7 mai 2016).
- 1949 :
  - Dirk Baert, coureur cycliste professionnel belge.
  - Josep Dallerès Codina, professeur de lettres et d'arts plastiques, écrivain et homme politique andorran.
- 1950 :
  - Roger Fisher (en), guitariste américain du groupe Heart.
  - Sandra Julien, actrice française.
  - Ken Levine, acteur, scénariste, producteur et réalisateur américain.
- 1951 : 
  - Kevin Keegan, footballeur puis entraîneur anglais.
  - Haruki Uemura, judoka japonais champion olympique.
- 1952 : John Carmichael, homme politique canadien.
- 1953 : Johann Krankl, footballeur autrichien.
- 1954 : Vladimir Drinfeld, mathématicien américano-ukrainien.
- 1955 :
  - Roberto César, joueur de football brésilien.
  - Ronald Desruelles, athlète belge († 1er novembre 2015).
  - Olga Soukharnova, basketteuse soviétique puis russe.
- 1956 :
  - Krzysztof Adamczyk, footballeur international polonais.
  - Martin Crimp, dramaturge britannique.
  - Howard Davis, boxeur américain († 30 décembre 2015).
- 1957 : Buzy (Marie-Claire Girod dite), auteure, compositrice et interprète française[15].
- 1958 :
  - Smbat Lputian, grand maître arménien du jeu d'échecs.
  - Ingo Voge, bobeur est-allemand.
- 1959 :
  - Patrick Estève, joueur français de rugby à XV.
  - Renée Fleming, soprano canadienne.
  - Victor Mendes, matador portugais.
  - Manfred Möck, acteur allemand.
- 1960 :
  - Jim Kelly, joueur de football américain.
  - Mike McPhee, joueur de hockey sur glace canadien.
  - Meg Tilly, actrice canadienne.
- 1962 : Philippe Sella, joueur de rugby français.
- 1963 :
  - Teodor Baconschi, diplomate et homme politique roumain.
  - Enrico Colantoni, acteur canadien.
  - Harald Czudaj, bobeur allemand.
  - Marie-Sophie L. (Marie-Sophie Pochat dite), actrice française.
- 1964 :
  - Gianni Bugno, cycliste italien.
  - Frédéric Delcourt, nageur français.
  - Gustavo Dezotti, footballeur argentin.
  - Zach Galligan, acteur américain.
  - Petr Samec, joueur et entraîneur de football tchèque.
- 1965 : Warren Ellis, musicien et compositeur australien.
- 1966 :
  - Franck Saunier, joueur de hockey sur glace français.
  - Petr Svoboda, joueur de hockey sur glace de la République tchèque.
- 1967 :
  - Marc Dal Maso, joueur de rugby puis entraîneur français.
  - Ernie Tapai, footballeur international australien.
- 1968 :
  - Gheorghe Craioveanu, footballeur roumain.
  - Scott Sharp, pilote automobile américain.
- 1969 : Wilson Fernando Kuhn Minuci, joueur brésilien de basket-ball.
- 1970 :
  - Giuseppe Guerini, coureur cycliste italien.
  - Sean Hill, joueur de hockey sur glace américain.
  - Dang Jittakorn, chanteur pop de Luk thung thaïlandaise († 30 avril 2016).
  - Mark Lutz, acteur canadien.
  - Simon Pegg, comédien et auteur britannique.
  - Guillaume Raoux, joueur de tennis français.
- 1971 :
  - Tommy Dreamer (Thomas Laughlin dit), catcheur américain.
  - Du'aine Ladejo, athlète britannique.
  - Gheorghe Muresan, basketteur roumain.
- 1972 : 
  - Drew Bledsoe, joueur de football américain.
  - Jaan Tallinn, programmeur estonien.
  - Rob Thomas, chanteur américain du groupe Matchbox 20.
- 1973 :
  - David Aucagne, joueur de rugby puis entraîneur français.
  - Tyus Edney, basketteur américain.
  - Deena Kastor, athlète de fond américaine.
  - Steve McNair, joueur de football américain († 4 juillet 2009).
  - Sergei Tiviakov, grand maître néerlandais du jeu d'échecs.
- 1974 :
  - Liao Fan, acteur chinois.
  - Philippe Léonard, footballeur belge.
  - Viktor Paço, joueur de football albanais.
  - Oleksandr Symonenko, coureur cycliste ukrainien.
  - Valentina Vezzali, fleurettiste italienne sextuple championne olympique.
- 1975 :
  - Hassen Béjaoui, footballeur tunisien.
  - Eugenio De Mora, matador espagnol.
  - Malik Zidi, acteur français.
- 1976 : Jawhar Mnari, footballeur tunisien.
- 1977 :
  - Cadel Evans, cycliste sur route et de VTT australien.
  - Elmer Symons, pilote moto de rallye-raid sud-africain († 9 janvier 2007).
- 1978 :
  - Linas Balčiūnas, coureur cycliste lituanien.
  - Danai Gurira, actrice américaine.
  - Richard Hamilton, basketteur américain.
  - Rico Hill, basketteur américain.
  - Anne-Gaëlle Riccio, animatrice de télévision française.
  - Darius Songaila, basketteur lituanien.
  - Aleksey Frosin, escrimeur russe champion olympique.
- 1979 :
  - Alexander Castro, joueur de football international costaricien.
  - Wesley Moodie, joueur de tennis professionnel sud-africain.
  - Yuichiro Nagai, footballeur japonais.
- 1981 :
  - Matteo Brighi, footballeur international italien.
  - Kara Lawson, basketteuse américaine.
  - Makram Missaoui, handballeur tunisien.
  - Randy De Puniet, pilote de vitesse moto français.
- 1982 : Marian Gaborik, joueur de hockey sur glace slovaque.
- 1983 :
  - Sung Hoon, acteur sud-coréen.
  - Manuel Poggiali, pilote de vitesse moto de Saint-Marin.
  - Rhydian, chanteur baryton, acteur et présentateur gallois.
  - Marin Rozić, basketteur croate.
  - Bacary Sagna, footballeur français.
- 1984 :
  - Rémi Gomis, footballeur franco-sénégalais.
  - Justin Harrell, joueur américain de football américain.
  - Kurt Looby, basketteur antiguais.
  - Serafín Martínez, coureur cycliste espagnol.
  - Tim Veldt, coureur cycliste néerlandais.
- 1985 :
  - Christoph Janker, footballeur allemand.
  - Anders Lund, coureur cycliste danois.
  - Philippe Senderos, footballeur suisse.
  - Aleksandr Volkov, volleyeur russe.
- 1986 :
  - Djamel Abdoun, footballeur international algérien.
  - Jan Bakelants, cycliste sur route belge.
  - Michael Færk Christensen, coureur cycliste danois.
  - Kang Min-soo, footballeur international sud-coréen.
  - Josh Shipp, basketteur américain.
- 1987 :
  - Edinson Cavani, footballeur uruguayen.
  - José Miguel Cubero, footballeur international costaricien.
  - Scott Dann, footballeur anglais.
  - Tom Pyatt, joueur de hockey sur glace canadien.
  - Jordan Remacle, footballeur belge.
- 1988 :
  - Katie Boland, actrice canadienne.
  - Blandine Dancette, handballeuse française.
  - Ángel Di María, footballeur argentin, champion du monde depuis 2022.
  - Evgeny Korolev, joueur de tennis kazakh.
  - Quentin Mosimann, chanteur et disc-jockey suisse, gagnant de Star Academy.
- 1989 :
  - Even Hovland, footballeur norvégien.
  - Paul Lee, joueur philippin de basket-ball.
  - Adam Matuszczyk, footballeur polonais.
  - Byron Mullens, joueur de basket-ball américain.
- 1990 :
  - Emily Mae Young, actrice américaine
  - Chris Babb, basketteur américain.
  - Andrea Caldarelli, pilote automobile italien.
  - Fanny Cavallo, basketteuse française.
  - Gilles Gentges, gymnaste belge.
- 1991 : Dillon Powers, footballeur américain.
- 1992 :
  - Christian Eriksen, footballeur danois.
  - Freddie Highmore, acteur britannique.
  - Valeriy Iordan, athlète russe.
  - Iheb Mbarki, footballeur tunisien.
- 1993 :
  - Jadeveon Clowney, joueur américain de football américain.
  - Shane Harper, acteur, danseur et chanteur américain.
- 1994 : Terence Kongolo, footballeur néerlandais.
- 1995 : 
  - Charlotte Bonnet, nageuse française.
  - Kalash Criminel, rappeur français.
- 1996 : Lucas Hernandez, footballeur français.
- 1999 : Marcus Smith, joueur de rugby à XV anglais.

### XXIesiècle
- 2005 : Shana Chossenotte, footballeuse française.

## Décès

### IXesiècle
- 869 : Cyrille, philosophe et prêtre grec, évangélisateur des Slaves par la promotion des alphabets et langues slavons et cyrilliques (v. 827 ou 828).

### Xesiècle
- 941 : Gourgen II d'Artani, duc de Tao Supérieur dans le Caucase quasi-abkhaze (° inconnue mais probablement avant 919).

### XIesiècle
- 1043 : Gisèle de Souabe, reine de Germanie, impératrice du Saint-Empire (° 11 mars 995).

### xiiesiècle
- 1117 : Bertrade de Montfort, reine des Francs (° vers 1070).

### xiiiesiècle
- 1229 : Rǫgnvaldr Guðrøðarson, roi de Man (° vers 1160).

### XIVesiècle
- 1318 : Marguerite de France, fille de Philippe III, épouse du roi Édouard Ier d'Angleterre (° v. 1279).
- 1389 : Gérard du Puy, cardinal français (° inconnue, probablement avant 1373).
- 1400 : Richard II d'Angleterre, roi d'Angleterre de 1377 à 1399 (° 6 janvier 1367).

### xvesiècle
- 1413 : Conrad de Vitinghove, grand-maître de l'ordre Teutonique (° inconnue).
- 1459 : Étienne de Bavière, comte palatin de Simmern (° 23 juin 1385).
- 1463 : Thierry II de Moers, évêque de Paderborn (° vers 1385).

### XVIesiècle
- 1549 : Giovanni Antonio Bazzi, peintre italien (° 1477).
- 1560 Philippe Ier de Poméranie, duc de Poméranie-Wolgast (° 14 juillet 1515).

### XVIIesiècle
- 1645 : François de La Rochefoucauld, cardinal français, évêque de Senlis (° 8 décembre 1558).
- 1649 : Akita Toshisue, daimyo (° 1598).
- 1676 (ou 16 février) : Abraham Bosse, graveur français (°C. 1602 ou 1604).
- 1680 : Léonor Goyon de Matignon, prélat catholique français (° 31 mai 1604).

### XVIIIesiècle
- 1714 : Marie-Louise-Gabrielle de Savoie, reine d'Espagne (° 17 septembre 1688).
- 1744 : John Hadley, astronome britannique, inventeur du sextant (° 16 avril 1682).
- 1779 : James Cook, explorateur et cartographe britannique (° 7 novembre 1728).
- 1780 : William Blackstone, juriste britannique (° 10 juillet 1723).
- 1782 : Singu Min, roi de Birmanie de 1776 à 1782 (° 10 mai 1756).

### XIXesiècle
- 1806 : Jean Dauberval, danseur et chorégraphe français (° 19 août 1742).
- 1808 : John Dickinson, avocat et homme politique américain (° 2 novembre 1732).
- 1820 : Charles-Ferdinand d'Artois, duc du Berry assassiné la veille héritier présomptif en second du trône de France (° 24 janvier 1778).
- 1831 : Vicente Guerrero, révolutionnaire mexicain (° 10 août 1782).
- 1843 : Rigores (Roque Miranda Conde), matador espagnol (° 16 août 1799).
- 1845 : Joseph Lakanal, homme politique français (° 14 juillet 1762).
- 1871 : Ange Blaize de Maisonneuve, avocat breton (° 28 décembre 1811).
- 1879 : Ustazade Silvestre de Sacy, journaliste et homme politique français (° 17 octobre 1801).
- 1885 : Jules Vallès, journaliste, partisan de la Commune de Paris, propagandiste libertaire et écrivain français et du Velay (° 11 juin 1832).
- 1886 : George Weld-Forester, homme politique britannique (° 10 mai 1807).
- 1891 : William Tecumseh Sherman, militaire américain (° 8 février 1820).
- 1894 : Eugène Charles Catalan, mathématicien belge (° 30 mai 1814).
- 1900 : Giovanni Canestrini, naturaliste italien (° 26 décembre 1835).

### XXesiècle
- 1905 : Max Erdmannsdörfer, chef d'orchestre allemand (° 14 juin 1848).
- 1909 :
  - Émile Bruchon, sculpteur-statuaire français (° 25 décembre 1838),
  - Elsie Low, botaniste et enseignante néo-zélandaise (° 25 juillet 1875).
- 1910 : 
  - William Heise, directeur de la photographie américain (° 1847).
  - Giovanni Passannante, anarchiste italien (° 19 février 1849).
- 1911 : Enrico Coleman, peintre italien (° 21 juin 1846).
- 1918 : 
  - Arthur Le Duc, sculpteur français (° 27 mars 1848).
  - Cecil Spring Rice, diplomate britannique (° 27 février 1859).
- 1922 : Heikki Ritavuori, avocat et homme politique finlandais (° 23 mars 1880).
- 1925 : Jacques Rivière, homme de lettres français (° 15 juillet 1886).
- 1928 : 
  - Léon Jehin, chef d'orchestre et compositeur français (° 17 juillet 1853).
  - Ernesto Schiaparelli, archéologue et égyptologue italien (° 12 juillet 1856).
- 1929 : Tom Burke, athlète américain (° 15 janvier 1875).
- 1930 : Alfonsa Clerici, vénérable et bienheureuse catholique italienne (ou † 14 janvier 1930[14], mais ° 14 février 1860).
- 1933 : Julien t' Felt, peintre et illustrateur belge (° 14 novembre 1874).
- 1935 : Pierre Paulin Andrieu, cardinal français, archevêque de Bordeaux (° 8 décembre 1849).
- 1942 :
  - Glover Morrill Allen, zoologiste américain (° 8 février 1879).
  - Mirosław Ferić, pilote de chasse polonais (° 17 juin 1915).
- 1943 :
  - Alice Henry, militante pour les droits des femmes, syndicaliste (° 21 mars 1857).
  - David Hilbert, mathématicien allemand (° 23 janvier 1862).
- 1945 : Otto Kittel, pilote de chasse allemand (° 21 février 1917).
- 1948 : Joseph Van Daele, coureur cycliste belge (° 16 décembre 1889).
- 1950 : 
  - Karl Jansky, physicien et ingénieur radio américain (° 22 octobre 1905).
  - Hubert Weise, Generaloberst allemand (° 22 décembre 1884).
- 1952 : Maurice De Waele, coureur cycliste belge (° 27 décembre 1896).
- 1961 : Wallis Clark, acteur britannique (° 2 mars 1882).
- 1962 : Frederic Pujulà i Vallès, journaliste et auteur dramatique espagnol (° 12 novembre 1877).
- 1964 : Bill Stewart, entraîneur et arbitre de hockey sur glace et arbitre de baseball américain (° 26 septembre 1894).
- 1965 : Désiré-Émile Inghelbrecht, chef d'orchestre et compositeur français (° 17 septembre 1880).
- 1966 : Hugo Björne, acteur suédois (° 4 février 1886).
- 1967 : Sig Ruman, acteur germano-américain (° 11 octobre 1884).
- 1968 : Pierre Veuillot, cardinal français, archevêque de Paris (° 5 janvier 1913).
- 1969 : Vito Genovese, mafieux américain (° 27 novembre 1897).
- 1970 :
  - Arthur Edeson, directeur de la photographie américain (° 24 octobre 1891).
  - Bo Ericson, athlète suédois (° 28 janvier 1919).
  - José Pelletier, coureur cycliste français (° 30 août 1888).
  - Harry Stradling Sr., directeur de la photographie américain (° 1er septembre 1901).
- 1971 : Frédéric Duvallès, acteur français (° 26 septembre 1884).
- 1972 : Aly Ben Ayed, acteur et metteur en scène tunisien (° 15 août 1930).
- 1973 : Wilf Chadwick, joueur de football anglais (° 7 octobre 1900).
- 1975 :
  - Julian Huxley, biologiste britannique (° 22 juin 1887).
  - P. G. Wodehouse, écrivain britannique (° 15 octobre 1881).
- 1977 : Egon Schein, athlète allemand (° 20 janvier 1912).
- 1978 : 
  - Claude Binyon, producteur, réalisateur et scénariste américain (° 17 octobre 1905).
  - Greta Prozor, comédienne et professeur d'art dramatique  (° 3 janvier 1886).
- 1979 : 
  - Adolph Dubs, ambassadeur des États-Unis en Afghanistan, enlevé et tué à Kaboul par des terroristes chiites (° 4 août 1920).
  - Reginald Maudling, homme politique |britannique (° 7 mars 1917) .
- 1981 : Esteban Canal, joueur d'échecs péruvien (° 19 avril 1896).
- 1982 :
  - Antonio Casas, acteur et footballeur espagnol (° 11 novembre 1911).
  - W. Lee Wilder, scénariste, producteur et réalisateur américain d'origine autrichienne (° 22 août 1904).
- 1985 : Esko Rekomaa, joueur professionnel finlandais de hockey sur glace (° 24 décembre 1932).
- 1988 :
  - Ivan Govar, acteur, scénariste et réalisateur belge (° 24 août 1935).
  - Frederick Loewe, compositeur américain (° 10 juin 1901).
  - Auguste Verdyck, coureur cycliste belge (° 8 février 1902).
  - Joseph Wresinski, religieux français, fondateur d'ATD Quart Monde (° 12 février 1917).
- 1989 : James Bond, ornithologue américain (° 4 janvier 1900).
- 1990 :
  - (dans la nuit du 14 au 15 ?) Michel Drach, cinéaste français (° 18 octobre 1930).
  - José Luis Panizo, footballeur espagnol (° 6 février 1922).
- 1992 : Maurice Audubert-Boussat, professeur et écrivain français (° 18 décembre 1901).
- 1993 : Elek Bacsik, guitariste et violoniste de jazz (° 22 mai 1926).
- 1994 : Andreï Tchikatilo, tueur en série ukrainien (° 16 octobre 1936).
- 1995 : 
  - Michael V. Gazzo, acteur américain (° 5 avril 1923).
  - U Nu, personnalité politique birmane (° 25 mai 1907).
- 1996 :
  - Jacques Couëlle, architecte français (° 7 septembre 1902).
  - Eva Miriam Hart, une des dernières survivantes britannique du Naufrage du Titanic (° 31 janvier 1905).
  - Bob Paisley, footballeur et entraîneur anglais (° 23 janvier 1919).
  - Andrew Wilson, joueur de football écossais (° 15 octobre 1973).
- 1997 : Lélia Gousseau, pianiste, concertiste et pédagogue français (° 11 février 1909).
- 1998 : Denise Paulme, ethnologue et anthropologue française (° 4 mai 1909).
- 1999 : 
  - John Ehrlichman, personnalité politique américaine impliquée dans le Watergate (° 20 mars 1925).
  - Buddy Knox, chanteur et guitariste américain (° 20 juillet 1933).
- 2000 : Walter Zinn, physicien nucléaire américain (° 10 décembre 1906).

### XXIesiècle
- 2001 :
  - Max Charbit, footballeur international français (° 17 juin 1908).
  - Jean Giraudy, avocat et pionnier de la publicité français (° 4 mars 1904).
  - Guy Grosso (Guy Marcel Sarrazin dit), acteur et fantaisiste français (° 19 août 1933).
  - Richard Laymon, écrivain américain (° 14 janvier 1947).
  - Piero Umiliani, compositeur de musique italien (° 17 juillet 1926).
- 2002 : 
  - Domènec Balmanya, footballeur espagnol (° 29 décembre 1914).
  - Geneviève de Gaulle-Anthonioz, résistante, présidente d'ATD Quart Monde, entrée au Panthéon de Paris post-mortem (° 25 octobre 1920).
  - Günter Wand, chef d'orchestre et compositeur allemand (° 7 janvier 1912).
  - Nándor Hidegkuti, footballeur puis entraîneur de football hongrois (° 3 mars 1922).
- 2003 : 
  - Gunnar Johansson, footballeur suédois (° 29 février 1924).
  - Dolly, brebis et premier mammifère cloné à partir d'une cellule somatique adulte (° 5 juillet 1996).
- 2004 : 
  - Elois Jenssen, costumière américaine (° 5 novembre 1922).
  - Marco Pantani, cycliste italien (° 13 janvier 1970).
  - Walter Perkins, batteur de jazz américain (° 10 février 1932).
- 2005 : 
  - Bernard Boesch, peintre français (° 15 avril 1914).
  - Ron Burgess, footballeur gallois (° 9 avril 1917).
  - Rafiq Hariri, homme politique libanais, assassiné (° 1er novembre 1944).
  - Aubelin Jolicoeur, journaliste, chroniqueur puis homme politique haïtien (° 30 avril 1924).
- 2006 :
  - Steve Bracey, joueur américain de basket-ball (° 1er août 1950).
  - Darry Cowl (André Darricau dit), comédien français (° 27 août 1925).
  - Shoshana Damari, chanteuse israélienne (° 31 mars 1923).
  - Lynden David Hall, auteur et compositeur de musique soul anglais (° 7 mai 1974).
  - Putte Wickman, jazzman suédois (° 10 septembre 1924).
- 2007 : 
  - Ryan Larkin, réalisateur et producteur québécois de films d'animation (° 31 juillet 1943).
  - Richard S. Prather, écrivain américain (° 9 septembre 1921).
  - Claude Rahir, peintre et sculpteur belge (° 17 décembre 1937).
  - Emmett Williams, poète américain (° 4 avril 1925).
- 2008 : 
  - Sándor Csörgő, mathématicien hongrois (° 16 juillet 1947).
  - June Holst-Roness (en), femme politique sierra-léonaise (° 10 juin 1929).
  - Perry Lopez, acteur américain (° 22 juillet 1929).
- 2009 : Louie Bellson, compositeur, chef d'orchestre et musicien de jazz américain (° 6 juillet 1944).
- 2010 : 
  - Doug Fieger, chanteur, instrumentiste et compositeur américain du groupe The Knack (° 20 août 1952).
  - Dick Francis, jockey et romancier américain (° 31 octobre 1920).
- 2011 : 
  - David F. Friedman, acteur, scénariste, réalisateur et producteur de films américain (° 24 décembre 1923).
  - Catherine Clark Kroeger, bibliste américaine (° 12 décembre 1925).
  - Jean-Marc Léger, journaliste et écrivain québécois (° 8 janvier 1927).
  - George Shearing, pianiste et compositeur de jazz britannique (° 13 août 1919).
- 2012 :
  - Jean-Jacques Bricaire, homme de théâtre français (° 14 mai 1921).
  - Henri Delauze, ingénieur français (° 17 septembre 1929).
  - Tonmi Lillman, batteur finlandais (° 3 juin 1973).
  - Péter Rusorán, poloïste puis entraîneur hongrois (° 11 avril 1940).
  - René Van Droogenbroeck, pratiquant et enseignant d'aïkido français (° 23 janvier 1941).
- 2013 :
  - Richard Collins, scénariste et producteur américain (° 20 juillet 1914).
  - Mary Crow Dog, écrivaine américaine (° 26 septembre 1954).
  - Luis Cruzado, footballeur péruvien (° 6 juillet 1941).
  - Tim Dog, rappeur américain (° 3 janvier 1967).
  - Ronald Dworkin, philosophe américain (° 11 décembre 1931).
  - Goldie Harvey, chanteuse nigérienne (° 23 octobre 1983).
  - Seth Holt, réalisateur et monteur britannique (° 13 avril 1955).
  - Mark Kamins, DJ américain (° 13 avril 1955).
  - T.L. Osborn, missionnaire chrétien évangélique américain (° 23 décembre 1923).
  - Reeva Steenkamp, mannequin sud-africain (° 19 août 1983).
  - Zdeněk Zikán, footballeur tchécoslovaque (° 10 novembre 1937).
- 2014 :
  - Marshall Browne, écrivain australien (° 27 novembre 1935).
  - Tom Finney, footballeur anglais (° 5 avril 1922).
  - Martha Goldstein, pianiste, claveciniste et professeure de musique américaine (° 10 juin 1919).
  - Geneviève Moracchini-Mazel, archéologue française (° 30 octobre 1926).
  - Chris Pearson, homme politique canadien (° 29 avril 1931).
  - Mike Stepovich, homme politique républicain américain (° 12 mars 1919).
- 2015 : 
  - Agnelle Bundervoët, pianiste et compositrice française (° 12 octobre 1921).
  - Keith Copeland, batteur de jazz américain (° 18 avril 1946).
  - Michele Ferrero, homme d'affaires italien (° 26 avril 1925).
  - Louis Jourdan (Louis Gendre dit), comédien français (° 19 juin 1921).
  - Philip Levine, poète américain (° 10 janvier 1928).
  - Philippe Massoni, policier et haut fonctionnaire français (° 13 janvier 1936).
  - Ammouri Mbark, chanteur, compositeur et musicien marocain (° 1951).
- 2016 :
  - Muriel Casals i Couturier, économiste et femme politique française puis espagnole (° 6 avril 1945).
  - Eric Lubbock, homme politique britannique (° 29 septembre 1928).
  - Wiesław Rudkowski, boxeur polonais (° 17 novembre 1946).
  - Steven Stucky, compositeur américain (° 7 novembre 1949).
- 2017 : 
  - Barid Baran Bhattacharya, économiste indien (° 9 mars 1945).
  - Henri de Bragance, infant du Portugal (° 6 novembre 1949).
  - Cipriano Chemello, cycliste sur route italien (° 19 juillet 1945).
  - Adrien Duvillard, skieur français (° 7 novembre 1934).
  - Siegfried Herrmann, athlète de demi-fond et de fond est-allemand puis allemand (° 7 novembre 1932).
  - Ríkharður Jónsson, footballeur puis entraîneur islandais (° 12 novembre 1929).
  - Jiří Lanský, athlète de saut en hauteur tchécoslovaque puis tchèque (° 17 septembre 1933).
  - Casimir Wang Milu, prélat catholique et dissident chinois (° 24 janvier 1943).
- 2018 : Ruud Lubbers, homme politique néerlandais (° 7 mai 1939).
- 2020 : Reinbert de Leeuw, chef d'orchestre néerlandais (° 8 septembre 1938).
- 2021 : Carlos Menem, homme d'État argentin, gouverneur, président de l'Argentine de 1989 à 1999 puis sénateur (° 2 juillet 1930).
- 2022 : Eduardo Romero dit Gato, golfeur argentin (° 17 juillet 1954).
- 2023 :
  - Tim Aymar, chanteur et compositeur de heavy metal américain  (° 4 septembre 1964).
  - Friedrich Cerha, compositeur et chef d'orchestre autrichien (° 17 février 1926).
  - Mikhael Daher, homme politique libanais (° 15 août 1928).
  - Pítsa Galázi, essayiste et poétesse chypriote (° 1940).
  - Serge Christian Guébogo, handballeur puis entraîneur camerounais (° 1980).
  - Hrvoje Kačić, poloïste puis un avocat yougoslave et un homme politique croate (° 12 janvier 1932).
- 2024 : 
  - Annick Balley, journaliste et animatrice béninoise (° 1964).
  - Lucette Desvignes, écrivaine française (° 1er mai 1926).
  - José Lladó, homme politique et homme d'affaires espagnol (° 29 mars 1934).
  - Alain Pierre, compositeur de musique de film, bruiteur, ingénieur du son et musicien belge (° 3 janvier 1948).
  - Jacques Rousseau, athlète de la longueur français (° 10 mars 1951).
  - Anatoli Vershik, mathématicien soviétique puis russe (° 28 décembre 1933).
  - Wolfgang Weider, prélat catholique allemand (° 29 octobre 1932).

## Célébrations

### Internationales et nationales
- Journée internationale de sensibilisation aux cardiopathies congénitales[16].
- Date possible pour le début du nouvel an asiatique, entre 20 janvier et 20 février au gré de la Lune.

- Bulgarie : fête Trifon Zarézan du vin.
- États-Unis d'Amérique du Nord,
  - en Arizona : admission day[17] ou jour de l'admission célébrant l'entrée de ce 48e État dans l'Union en 1912 (dernier État dit attenant) ;
  - en Oregon : admission day[18] ou jour de l'admission célébrant l'entrée de ce 33e État dans l'Union en 1859.
- Irak : jour des martyrs communistes célébré par le Parti communiste irakien.[réf. nécessaire]

### Religieuses
Fêtes religieuses romaines : 2e jour des Lupercales (sur 3) pour célébrer le dieu Faunus et à travers lui la renaissance prochaine du printemps et la fécondité (voir la fête des amoureux en traditions ci-après ; Imbolc chez les Celtes ou Chandeleur, écoulées ; Carnaval et carême-prenant -Dimanche Gras, Lundi Gras, Mardi Gras, Bœuf Gras-, concomitants ou à venir suivant les années).

### Saints des Églises chrétiennes

#### Saints catholiques et orthodoxes
Saints catholiques et orthodoxes :
- Abraham († 423), ascète au Mont-Liban, disciple de saint Maron.
- Antonin de Sorrente († 830), abbé puis ermite près de Sorrente en Campanie (Italie).
- Auxence de Bithynie († 470), ascète au mont Skopa près de Chalcédoine en Bithynie.
- Bassus, Antoine, Protolique et leurs compagnons († ?), martyrs à Alexandrie.
- Cyrille et Méthode († 869), moines et apôtres des Slaves - date de fête en Occident - Fêté le 11 mai en Orient.
- Derien († VIIe siècle), évangélisateur du Finistère armoricain en actuelle Bretagne.
- Éleucade († 112), 3e évêque de Ravenne en Italie.
- Fortunate († 200), vierge et martyre à Rome, patronne de Baucina.
- Louans († VIIe siècle), ermite près de Chinon dans le Val-de-Loire gallo-romano-franc.
- Nostrien († 450), 16e évêque de Naples en Campanie toujours.
- Paulien († VIIe siècle), évêque du Puy-en-Velay.
- Théodose († 554), 14e évêque de Vaison-la-Romaine dans le Midi.
- Valentin de Terni († 273), 3e évêque de Terni, martyr, patron des amoureux et couples.
- Vital († ?), martyr à Spolète.

#### Saints et bienheureux catholiques
Saints et béatifiés :
- Jean-Baptiste de la Conception († 1613), religieux espagnol réformateur des trinitaires.
- Nicolas Pullia († 1255), bienheureux religieux dominicain italien.
- Vincent de Sienne († 1442), bienheureux religieux franciscain italien.
- Vincent Vilar David (es) († 1937), bienheureux laïc espagnol martyr à Manises lors de la guerre civile espagnole.

#### Saint orthodoxe du jour, aux dates peut-être"juliennes"ou orientales
- Damien († 1568) dit « Damien le Nouveau », fondateur du monastère du Précurseur à Kissavos (Κίσσαβος ), martyr par la main de musulmans à Larissa en Thessalie[20].
- Isaac le Reclus († 1090), Moine.
- Nicolas de Corinthe († 1554), Martyr.

### Prénoms du jour[Où?]
Bonne fête aux Valentin et ses variantes : Valentina, Valentine, Valentino, Tino, Tintin (cf. Constantin), etc. (plutôt les 30 janvier pour les Titine voire Tina).
Et aussi aux :
- Auxence et son variant Auxane,
- aux Cyrille (orthodoxie surtout) et ses variantes et dérivés : Ciryl, Cyriel, Cyriela, Cyriele, Cyriella, Cyrielle, Cyril, Cyrile, Cyrill, Cyrilla, Cyrille, Cyrillia, Kyri(e)l, etc. (fête majeure les 18 mars pour les catholiques).
- Aux Maron et Maroun.

## Traditions et superstitions
En Occident et ses influences globalisées, la saint-Valentin fête des amoureux (voir plus haut le deuxième jour sur trois des Lupercales romaines antiques), pendant vers les beaux jours de la saint-Martin du 11 novembre, de la fête des célibataires et catherinettes du 25 novembre ou et autres étés indiens sortant de l'été mi-septembre à mi-novembre vers des jours plus ténébreux.

### Dictons
- « À la Saint-Valentin, tous les vents sont marins. »[21]

- « À tout Tintin sa Titine » (30 janvier, et réciproquement comme inversement)
- « Fête de la pelle ou du patin, tintinabulons pour l'occasion. »

- « S'il ne fait froid le jour d'Adam et Ève, vingt jours trop tôt montera la sève. »[22]
- « Séverin, Valentin, Faustin sont tous gelés sur leur chemin. »[23]
- « Vigneron à la Saint-Valentin, doit avoir serpette en main. »[24]

### Astrologie
- Signe du zodiaque : 25e jour du signe astrologique du Verseau.